# 巴勒斯坦 (印地安納州科西阿斯科縣)
巴勒斯坦（英語：Palestine）是位於美國印地安納州科西阿斯科縣的一個非建制地區。